# والدو هنري روجرز
والدو هنري روجرز (بالإنجليزية: Waldo Henry Rogers)‏ هو محامي وقاضي أمريكي، ولد في 17 مايو 1908 في لاس فيغاس في الولايات المتحدة، وتوفي في 12 يناير 1964.